# 쾌락과 타락
쾌락과 타락(愈快樂愈墮落: Hold You Tight)은 홍콩에서 제작된 관금붕 감독의 1998년 영화이다. 진금홍 등이 주연으로 출연하였고 추문회 등이 제작에 참여하였다.

## 출연

### 주연
- 진금홍
- 이조기
- 오군여
- 토니 레인즈
- 증지위
- 황문혜
- 구숙정
- 진금홍
- 가우륜

## 제작진
- 협력프로듀서: 황송흠
- 미술: 여가안